# Pożywka MS
Pożywka Murashige & Skoog (medium Murashige & Skoog, MSO  lub  MS0 (MS-zero)) – podstawowe podłoże hodowlane wykorzystywane w kulturach in vitro roślin, tkanek roślinnych i kulturach zawiesinowych komórek roślinnych.

## Skład przykładowej pożywki
Składniki mineralne
- azotan amonu (NH4NO3) 1650 mg/l
- kwas borowy (H3BO3) 6,2 mg/l
- chlorek wapnia (CaCl2·2H2O) 440 mg/l
- chlorek kobaltu(II) (CoCl2·6H2O) 0,025 mg/l
- siarczan magnezu (MgSO4·7H2O) 370 mg/l
- siarczan miedzi(II) (CuSO4·5H2O) 0,025 mg/l
- diwodorofosforan potasu (KH2PO4) 170 mg/l
- siarczan żelaza(II) (FeSO4·7H2O) 27,8 mg/l
- azotan potasu (KNO3) 1900 mg/l
- siarczan manganu(II) (MnSO4·4H2O) 22,3 mg/l
- jodek potasu (KI) 0,83 mg/l
- molibdenian(VI) sodu (Na2MoO4·2H2O) 0,25 mg/l
- siarczan cynku (ZnSO4·7H2O) 8,6 mg/l
- wersenian disodowy Na2EDTA·2H2O 37,2 mg/l

Dodatki organiczne
- inozytol 100 mg/l
- niacyna 0,5 mg/l
- pirydoksyna·HCl 0,5 mg/l
- tiamina·HCl 0,1 mg/l
- IAA 1–30 mg/l
- kinetyna 0,04–10 mg/l
- glicyna 2,0 mg/l
- etylenodiamina 1,0 g/l
- sacharoza 30 g/l
- agar 10 g/l